# Contagem de multidões

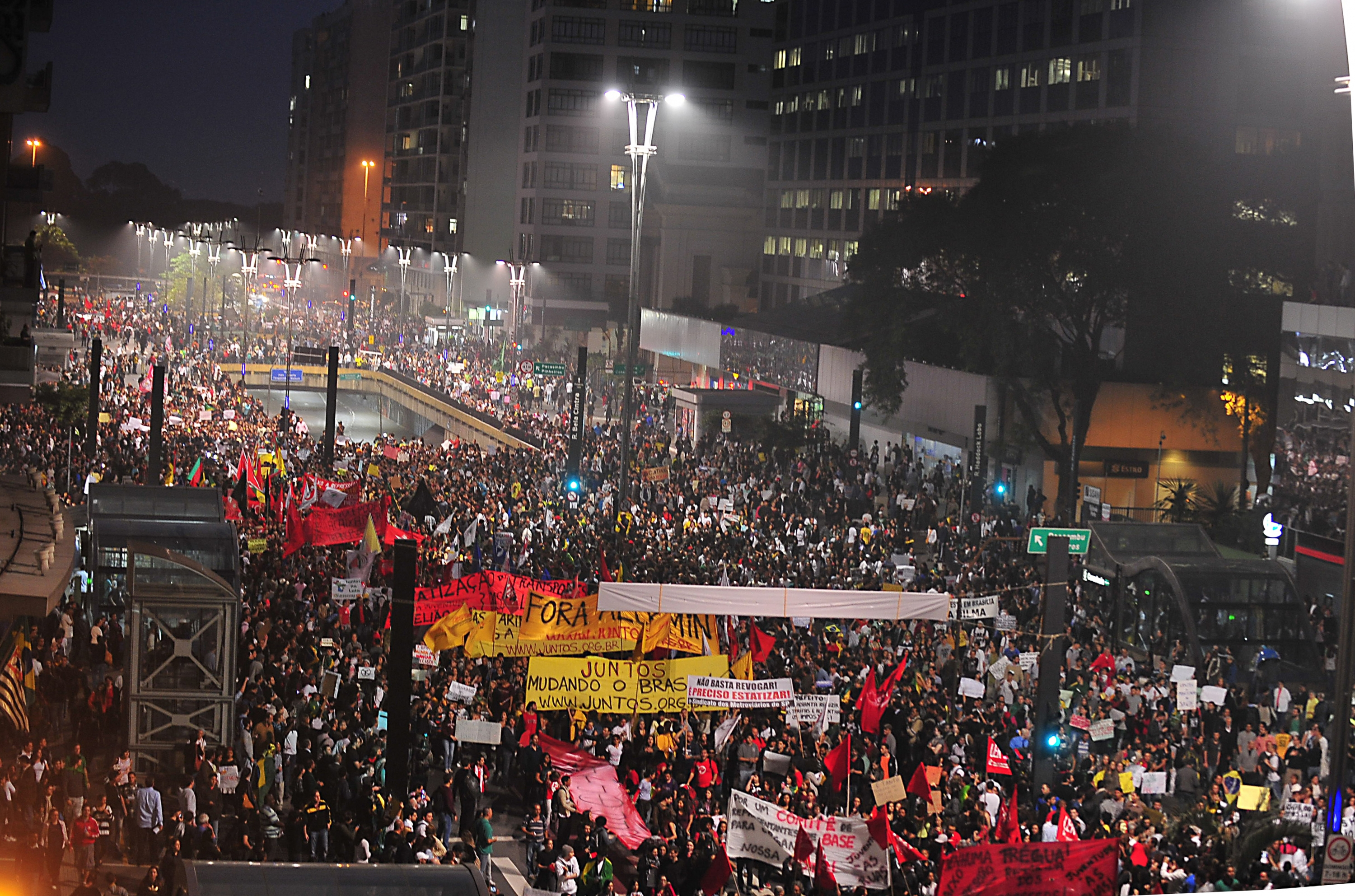
As estimativas de participantes nos protestos de junho de 2013 no Brasil foram motivo de disputa no âmbito da contagem de multidões e de divulgação na imprensa

A contagem de multidões é uma técnica utilizada para contar ou estimar o número de pessoas em uma multidão, em geral em espaço aberto como parques e ruas.
Em eventos com ingresso, catracas são muitas vezes utilizadas para contar com precisão o número de pessoas que entram em um local. Em eventos sem entrada controlada, especialmente eventos que acontecem nas ruas ou em um parque, em vez de um local fechado, a contagem da multidão é mais difícil e menos precisa.
Para muitos eventos, especialmente comícios e protestos, o número de pessoas em uma multidão carrega um significado político, já que a quantidade de participantes é uma forma de medir a relevância política do evento. Quem organiza o evento tem estímulo para superestimar o número; a polícia, por sua vez, costuma subestimar o número.
Quando a discrepância é grande, surgem polêmicas. Por exemplo, os protestos globais contra a invasão do Iraque em 2003 viu muitas contestações dos números oficiais. Mais recentemente no Brasil, as contagens das multidões de diversos eventos nos protestos de junho de 2013, foram também motivo de disputa. Em geral as polêmicas são evitadas com uma divulgação transparente, ou seja, quando os métodos, os dados e as fontes das medidas são devidamente revelados.

## Métodos

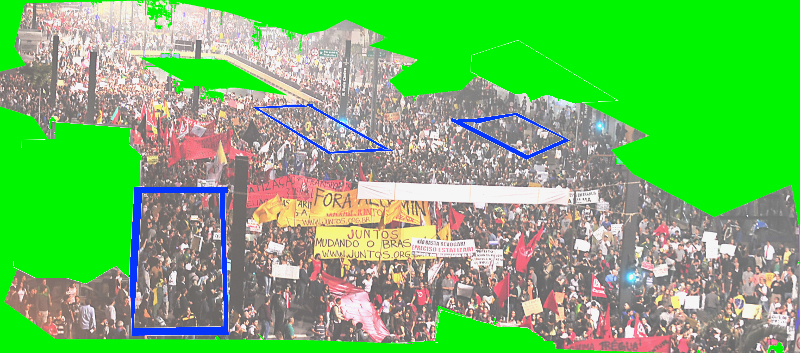
Delimitação da multidão (em verde as porções excluídas) e de seções de referência (linhas azuis).
A foto foi tirada a noite, nas proximidades do túnel da Avenida Paulista, permitindo uma contagem principalmente do quarteirão entre a Haddock Lobo e a Bela Cintra, podendo ser extrapolada para o quarteirão seguinte (até a Consolação).

Há diversos métodos para se medir uma multidão. O mais conhecido foi criado por um professor universitário de jornalismo, Herbert Jacobs, nos anos 60 – e por isso é conhecido como "método de Jacobs". A grosso modo é simples: calcula-se a área do local, estima-se o número de pessoas por m², e multiplicam-se os dois números. Se as pessoas se concentram de forma desigual, leva-se isso em conta.
Para ser expresso mais formalmente, o método de Jacobs depende dos seguintes conceitos:
- momento da medida: é uma variável importante pois "em geral só é possível calcular a concentração em cada vez que se toma uma medida, e não calcular quantas pessoas compareceram ao longo de um ato (...) uma vez que normalmente os atos públicos têm várias entradas/saídas".[1]

- tempo de retenção: estimativa do tempo aproximado em que as mesmas pessoas permanecem na mesma área. Se, por exemplo, estiverem andando com rumo definido, o tempo de retenção será mais curto.

- região de delimitação da multidão: é suposto que a multidão está inteiramente contida numa região fechada (com ou sem "buracos"), ou seja, que podem ser desprezadas pessoas fora dessa delimitação. Hipóteses e características dessa região:
  - não muda durante a medida: a duração não pode superar o tempo de retenção.
  - dividida em seções uniformes: a região é particionada em regiões menores, pequenas o suficiente para que possam ter os indivíduos contados um a um, e grandes o suficiente para que sejam representativas da sua aparente densidade.

- seção: a cada seção efetuam-se as seguintes medidas:
  - área da seção (m²): em geral seções retangulares podem ter sua área medida com precisão e simplicidade (área = base*altura), tendo por referência fotos aéreas ou mapas do local.
  - quantidade da seção (número de pessoas): quantidade de pessoas no interior da seção, que será somada com as demais para se obter o total da multidão na região delimitada. No caso de uma seção de referência, a quantidade é medida, senão é estimada.

- seção de referência (submetida a contagem): são eleitas algumas seções para a contagem, no mínimo uma para cada "perfil de densidade" (ex. mesma aparência na foto). Deve-se aferir:
  - quantidade: obtida por contagem. A duração do processo de contagem não pode ser superior ao tempo de retenção.
  - densidade (de ocupação) da seção (pessoas/m²): também denominada concentração. densidade=quantidade/área

- demais seções (submetidas a estimativa): seções que aparentam ter a mesma densidade que uma dada seção de referência terão a sua quantidade estimada pela fórmula quantidade=densidade*área, usando a densidade da seção de referência.

Os métodos podem ser ainda mais sofisticados, conforme o comportamento da multidão e demanda por precisão.
Em 2006, quando os Rolling Stones apresentaram um show a céu aberto na Praia de Copacabana, surgiram contagens de público com grandes diferenças. O então prefeito da cidade do Rio de Janeiro solicitou à Defesa Civil que encontrasse uma forma científica de fazer essa contagem para padronizá-la. Assim o engenheiro Bruno Engert Rizzo escreveu uma instrução técnica - IT001 - Estimativa do quantitativo de indivíduos em multidões - 64 p. 2006, que foi publicada e disponibilizada na internet.

### Medindo fotos

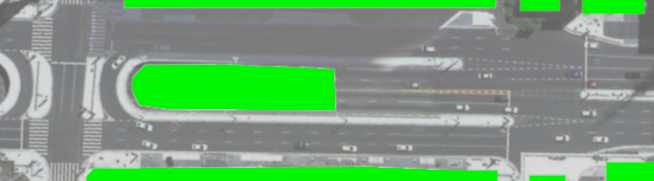
A fotografia e as seções delimitadas podem ser projetada no plano horizontal, fazendo uso de softwares especializados.

No caso de fotografias digitais, como a utilizada na ilustração, há que se proceder a uma ortoretificação digital, para corrigir efeitos de perspectiva, garantindo medidas de área consistentes. A seguir o procedimento passo a passo do método adaptado para fotografias aéreas (ou de locais mais altos onde se avista a multidão):
1. Fotografar a multidão do alto nos horários de pico. Sugerem-se altitudes de 600 metros ou menos. Fotografar em faixas com sobreposição entre fotos sucessivas para compor um mosaico preciso. As imagens a esta distância precisam ter resolução suficiente para discernir cabeças na contagem.
2. Carregar as imagens em um software de processamento de imagens geográficas e efetuar a correção da perspectiva, tais como o "US Geological Survey orthophotomap".
3. Compor em uma só imagem todo o mosaico, e então classificar regiões de mesma densidade aparente, pela textura e outros padrões perceptíveis.
4. Eleger seções de referência, e dentro delas contar cada cabeça, marcando com um ponto sombreado ou um X.
5. Nas demais regiões estimar pelo método de Jacobs.
6. Calcular o erro, que pode ser estimado pelo número de seções dividido pelo grau de incerteza sobre quantas pessoas elas contêm.

### Multidões em movimento
As pessoas em geral não ficam paradas, podem andar, pular, dançar, entrar, sair, etc. São necessários alguns cuidados a mais na medida. Na contagem de multidões não é analisado o comportamento "microscópico" de cada indivíduo, mas o comportamento "macroscópico" de grandes grupos:
Quando a multidão se deslocaNa rua, por exemplo de um ponto a outro da cidade. Utilizando-se tempos de retenção suficientemente curtos pode-se desprezar o efeito do deslocamento. Outro expediente simples é fazer com que a região de delimitação da multidão se desloque junto com ela durante a medição. Para ambos os casos são utilizadas as hipóteses de velocidade constante, densidade constante e não renovação durante a medição.
Não podendo fazer uso de hipóteses simplificadoras, a medida requer um embasamento teórico maior. A teoria de tráfego de pedestres, por exemplo, oferece um arcabouço mais rigoroso para se medir velocidade e fluxo da multidão. Nesse contexto a seção do método de Jacobs é chamada de volume de controle, e uma seção transversal, tal como a largura da pista, é utilizada como referência para se medir a velocidade.
Quando a multidão se agitaNão raro, no meio da multidão, por algum alarde (ex. briga, explosão), surge uma redistribuição de participantes entre as seções, tendo uma redução drástica da densidade em uma seção e o aumento da densidade nas suas vizinhas.
Se, apesar desse rearranjo de densidades, ninguém chegou ou foi embora, pode-se dizer que a "contagem de antes da explosão" continua válida. Se, por outro lado, uma parte da multidão "fugiu", a contagem muda, e uma nova aferição será necessária.

### Entradas e saídas
Em manifestações longas, o ato pode ir perdendo ou ganhando participantes. Usualmente toma-se como "contagem da multidão do ato" o valor de pico, ou seja, do momento de maior participação. Caso contrário deve-se efetuar mais de uma medida, para aferir quanto cresceu ou diminuiu o total de participantes, em diferentes momentos.
Havendo mais de uma medida ao longo do tempo, pode-se sumarizá-las através da média aritmética.
Não se pode somar resultados da contagem da multidão de diferentes momentos: considerando que alguns (ou muitos) dos participantes permanecem no ato, a soma estaria contabilizando duas vezes a mesma pessoa.

### Multidões renovadas
Multidões que a priori são compostas por indivíduos distintos, como o público ao longo do dia em uma grande loja, ou nas sessões de cinema, possuem uma grande quantidade de saídas compensadas por entradas. Existe portanto uma parcela de "renovação" da multidão.
Esse tipo de hipótese, apesar de justificável em alguns casos, não pode ser levada em conta na modelagem simples de multidões, sem algum outro instrumento para aferição da identidade dos indivíduos (por exemplo, cor da camisa dos torcedores), ou alguma evidência concreta da existência de sessões com público distinto ao longo do tempo (como no caso do cinema). A aferição de uma "taxa de renovação da multidão", para se obter a quantidade acrescida durante um período, requer métodos estatísticos mais sofisticados.

## Divulgação de resultados
Para evitar polêmicas e legitimar as medidas realizadas, é importante que a divulgação dos resultados seja acompanhada da publicação de relatórios mais detalhados, indicando como e com quais dados os resultados foram obtidos.
Os principais dados, a serem acompanhados dos resultados, são o horário da medição e o nome da metodologia utilizada (ex. Jacobs). Outro dado importante é a descrição da região de delimitação da multidão, mas raramente é simples de ser expresso em palavras.
Com o advento da Internet, de qualquer forma, é simples publicar todos os demais dados: foto ou desenho da região, medidas das áreas das seções, fotos ou filmes utilizados como apoio para a contabilização, etc. No caso de medidas globais – por exemplo a soma do número de participantes a cada cidade nos protestos de junho de 2013 no Brasil – basta uma tabela citando as fontes onde foram publicadas as diversas medições que a compõe.